# Чурбакова Марія Терентіївна
Марія Терентіївна Чурбакова (1900, місто Одеса — ?) — українська радянська діячка, старша кранівниця Одеського морського торговельного порту Одеської області. Депутат Верховної Ради УРСР 3—4-го скликань.

## Біографія
Народилася у родині вантажника Одеського порту. Трудову діяльність розпочала у 1920 році. Працювала вагановожатою Одеського трамвайного парку, швачкою Одеської фабрики імені Воровського, вантажницею Одеського морського торговельного порту Одеської області.
З 1944 року — кранівниця, старша кранівниця Одеського морського торговельного порту Одеської області.

## Нагороди
- медаль «За трудову відзнаку»
- медалі